# Malvaleta d'Aurec
Malvalette és un municipi francès situat al departament de l'Alt Loira i a la regió d'Alvèrnia-Roine-Alps. L'any 2007 tenia 638 habitants.

## Demografia

### Població
El 2007 la població de fet de Malvalette era de 638 persones. Hi havia 236 famílies de les quals 44 eren unipersonals (24 homes vivint sols i 20 dones vivint soles), 82 parelles sense fills, 102 parelles amb fills i 8 famílies monoparentals amb fills.
La població ha evolucionat segons el següent gràfic:
Habitants censats

### Habitatges
El 2007 hi havia 376 habitatges, 241 eren l'habitatge principal de la família, 122 eren segones residències i 13 estaven desocupats. 370 eren cases i 6 eren apartaments. Dels 241 habitatges principals, 219 estaven ocupats pels seus propietaris, 20 estaven llogats i ocupats pels llogaters i 1 estava cedit a títol gratuït; 2 tenien una cambra, 2 en tenien dues, 47 en tenien tres, 63 en tenien quatre i 126 en tenien cinc o més. 208 habitatges disposaven pel capbaix d'una plaça de pàrquing. A 77 habitatges hi havia un automòbil i a 147 n'hi havia dos o més.

### Piràmide de població
La piràmide de població per edats i sexe el 2009 era:
| Homes | Edats   | Dones |
| ----- | ------- | ----- |
| 0     | 95 o +  | 0     |
| 4     | 90 a 94 | 0     |
| 0     | 85 a 89 | 0     |
| 4     | 80 a 84 | 0     |
| 16    | 75 a 79 | 20    |
| 8     | 70 a 74 | 8     |
| 8     | 65 a 69 | 8     |
| 4     | 60 a 64 | 8     |
| 16    | 55 a 59 | 20    |
| 16    | 50 a 54 | 20    |
| 16    | 45 a 49 | 12    |
| 20    | 40 a 44 | 20    |
| 16    | 35 a 39 | 24    |
| 20    | 30 a 34 | 8     |
| 16    | 25 a 29 | 4     |
| 0     | 20 a 24 | 0     |
| 16    | 15 a 19 | 12    |
| 16    | 10 a 14 | 16    |
| 8     | 5 a 9   | 16    |
| 16    | 0 a 4   | 4     |

## Economia
El 2007 la població en edat de treballar era de 410 persones, 307 eren actives i 103 eren inactives. De les 307 persones actives 281 estaven ocupades (150 homes i 131 dones) i 26 estaven aturades (11 homes i 15 dones). De les 103 persones inactives 44 estaven jubilades, 22 estaven estudiant i 37 estaven classificades com a «altres inactius».

### Ingressos
El 2009 a Malvalette hi havia 274 unitats fiscals que integraven 728,5 persones, la mediana anual d'ingressos fiscals per persona era de 17.818 €.

### Activitats econòmiques
Dels 11 establiments que hi havia el 2007, 1 era d'una empresa de fabricació de material elèctric, 1 d'una empresa de fabricació d'altres productes industrials, 5 d'empreses de construcció, 1 d'una empresa de comerç i reparació d'automòbils, 1 d'una empresa financera i 2 d'empreses de serveis.
Dels 5 establiments de servei als particulars que hi havia el 2009, 1 era un guixaire pintor, 2 fusteries, 1 lampisteria i 1 electricista.
L'any 2000 a Malvalette hi havia 18 explotacions agrícoles que ocupaven un total de 424 hectàrees.

## Poblacions més properes
El següent diagrama mostra les poblacions més properes.